# Karl-Heinz Scholl
Karl-Heinz "Charly" Scholl (* 5. April 1944; † 1. März 1999 in Köln) war ein deutscher Tischtennis-Nationalspieler.

## Werdegang
1958 schloss Scholl sich der Tischtennisabteilung von Alemannia Köln an. Über mehrere Stationen kam er zu TuSa Düsseldorf, mit dem er in der Saison 1963/64 deutscher Mannschaftsmeister wurde. Mit Borussia Düsseldorf holte er diesen Titel zwischen 1978 und 1980 erneut dreimal hintereinander. 1971 gewann er zusammen mit Marta Hejma die deutsche Meisterschaft im Mixed.
Vom DTTB wurde Scholl für zwei Länderspiele nominiert. Diese absolvierte er bei der Europameisterschaft 1966 in Malmö beim 5:0-Sieg über Norwegen sowie beim 5:4-Erfolg über Ungarn. Bei der Weltmeisterschaft 1969 in München nahm er an den Individualwettbewerben teil. Hierbei besiegte er im Einzel Phillip Santos (Nigeria) und Dal Joon Lee (USA) und schied dann gegen Jaroslav Staněk (CSSR) aus. Das Doppel mit Jochen Leiß kam durch Siege über Josef Bauregger/Franz Thallinger (Österreich), Edvard Vecko/Antun Stipančić (JUG) sowie Daniel Sanctoairo/Eric Sutherland (Belgien/Schottland) drei Runden weiter. Danach verlor es gegen die Japaner Kenji Kasai/Tetsuo Inoue. Im Mixed mit Heidi Müller erreichte er die zweite Runde.
Viel beachtet war Scholls Gewinn der Meisterschaft des Westdeutschen Tischtennis-Verbandes 1969/70, als er im Endspiel den damaligen Vizeweltmeister Eberhard Schöler mit 3:0 bezwang.
Scholl spielte in vielen Vereinen, so etwa bei
- 1958: DJK Alemannia Köln
- 1962/63: Post SV Köln
- 1963/64: DJK TuSA 08 Düsseldorf
- 1964/65: DJK Alemannia Köln
- 1965/66: DJK TuSA 08 Düsseldorf
- 1966/67: Post SV Köln
- 1969/70: DJK TuSA 08 Düsseldorf
- 1971/72: TTC Rot-Weiß Oberlar
- 1974–1976: Meidericher TTC 47
- 1976/77: TTC Simex Jülich
- 1977–1980: Borussia Düsseldorf
- 1980/81: TTC Köln (Regionalliga West)
- 1981–1983: Spvg Steinhagen
- 1985/86: TV Burtscheid
- 1994–1997: FC Pesch
- 1997–1999: TTC GW Schlebusch

1999 erlitt Scholl einen Herzinfarkt und verstarb.

## Privat
Scholl war seit März 1966 verheiratet und hinterließ einen Sohn und eine Tochter.

## Turnierergebnisse
| Verband | Veranstaltung     | Jahr | Ort     | Land | Einzel    | Doppel    | Mixed     | Team |
| ------- | ----------------- | ---- | ------- | ---- | --------- | --------- | --------- | ---- |
| FRG     | Weltmeisterschaft | 1969 | München | FRG  | letzte 64 | letzte 16 | letzte 32 |      |